# Floris Oranžsko-Nasavský, van Vollenhoven
Princ Floris Frederik Martijn Oranžsko-Nasavský, van Vollenhoven (* 10. dubna 1975, Nijmegen) je čtvrtý a nejmladší syn princezny Margriet Nizozemské a Pietera van Vollenhovena.
Princ Floris má tři starší bratry, prince Mauritse, prince Bernharda a prince Pietera-Christiaana.

## Manželství a děti
Princ Floris oznámil své zasnoubení s Aimée Söhngenovou, dcerou Hanse Söhngena a Eleonoor Stammeijerové, dne 25. února 2005. Pár se vzal v civilním obřadu ve Stadhuis v Naardenu dne 20. října 2005. Náboženský obřad proběhl dne 22. října 2005 v Grote Kerk, také v Naardenu. Princ Floris byl desátý v linii následnictví nizozemského trůnu, ale rozhodl se, že nebude usilovat o parlamentní souhlas s jeho sňatkem, jak je to v Nizozemsku po členech královské rodiny požadováno. To znamená, že princ Floris přestal být, když se oženil, v linii následnictví na trůn.
První dítě prince Florise a princezny Aimée, Magali Margriet Eleonoor van Vollenhoven, se narodila ve VU University Medical Center v Amsterdamu dne 9. října 2007. Je pojmenována po Aiméině sestře Magali Söhngen a její matce Eleonoor, stejně jako princezně Margriet. Jejich druhé dítě, Eliane Sophia Carolina van Vollenhoven, se narodila ve VU University Medical Center v Amsterdamu 5. července 2009. Jejich třetí dítě, syn jménem Willem Jan Johannes Pieter Floris, se narodilo v HMC Bronovo v Haagu dne 1. července 2013.

## Kariéra
Floris Oranžský v současné době pracuje jako partner v nizozemském investičním fondu s názvem Strong root capital. Fond spravuje společně s Janem-Jaapem van Donselaarem a Patrickem Zandersem. V roce 2014 nastoupil do společnosti Gimv (belgická PE firma) jako vedoucí nizozemské kanceláře. Před nástupem do společnosti Gimv pracoval ve společnosti KPMG Corporate Finance, kde se zaměřoval na ropný a plynárenský sektor. Dříve působil jako vedoucí v Deutsche Bank a Relationship Banker v sektoru telekomunikací, médií a technologií. Floris je absolventem oboru nizozemského práva na univerzitě v Leidenu v oblasti obchodního i trestního práva. Po absolutoriu pracoval pět let u státního zastupitelství.